# 歡樂傳真
《歡樂傳真》為中視星期六午間綜藝節目，製作單位是詼諧傳播→傑米羅傳播，首任製作人是李典勇，1988年9月29日開播，1996年8月1日停播。主持人共有七代，第六代主持人時期莊永軒擔任主題音樂作曲及伴奏。停播後由古裝單元劇《大巡按蕃薯官》接檔。

## 歷代主持人
第一代：張菲、檢場、馬維欣、張辰

第二代：周麟、檢場、趙詠華

第三代：周麟、檢場、秦晴

第四代：周麟、廖峻、陳美鳳、澎澎

第五代：周麟、陳美鳳

第六代：陳美鳳、許效舜、董至成

第七代：許效舜、董至成

## 單元
【歡樂360】
邀請三位職人，讓藝人猜哪一位說的是真的。答對的人可以獲得播出自己新歌MV的機會，但需要抽牌子決定MV播出長度；播出的MV播到此長度，自動腰斬。
【非廣告】
惡搞當紅電視廣告。
【四大天王就是你】
香港四大天王模仿大賽，威聚國際企劃執行，徵選出羅志祥（模仿郭富城）、歐漢聲（模仿張學友）、陳顯政（模仿劉德華）與陳霆叡（原名陳中威，模仿黎明）合組四大天王，徵選出林大晉與勞光宇組成Postm2n。
2016年3月21日，羅志祥表示，當年他參加此次模仿大賽，第一次進攝影棚錄總決賽，「出場時我模仿郭富城走路，但太緊張，整個走斜的」，他向評審們懇求再一次機會，藝人邰智源之妻、福隆製作公司旗下製作人徐雅琪是評審之一，「邰哥的老婆是評審，給了我重新再表演一次的機會，最後我才會得到那冠軍！」

## 事件
1991年10月1日，檢場最後一次參加《歡樂傳真》錄影，陳美鳳與周麟頒發「功在傳真」紀念牌給檢場。
1992年9月23日，《歡樂傳真》外景主持人金城武帶領美國女星艾莉莎·米蘭諾逛通化街夜市，體驗台灣夜市文化。
1993年2月13日，陳美鳳與周麟應邀接受中視星期六晚間綜藝節目《娛樂星聞 小燕有約》訪問，《歡樂傳真》派出攝影人員拍攝訪問過程，一次亮相使兩個節目都受惠。
1993年11月1日晚上，中視接獲一通匿名男子電話宣稱「中視大樓有炸彈，請撤離」，中視值日人員趙嘉蘭立即通知中視安全衛生室主任郭長榮聯絡台北市政府警察局南港分局；南港分局警員至中視進行安全搜索，並於21:45撤離正在中視大樓第一攝影棚參觀《歡樂傳真》錄影的現場觀眾，至22:20搜索完畢，未發生爆炸事件，中視公關組組長洪虎調查結果為虛驚一場。

## 外部連結
1. 1 2  .   [2015-08-11]. （原始内容存档于2016-03-23）.
2. ↑  李婷儂. . 中時電子報. 2016-03-22  [2022-03-20]. （原始内容存档于2022-03-20） （中文（臺灣））.
3. ↑  王祖壽. . 民生報. 1992-09-25: 12 （中文（臺灣））.
4. ↑  王祖壽 報導，〈傳真與星聞有約 一魚兩吃〉，《民生報》1993年2月14日第12版。
5. ↑  本報訊，〈有“詐”彈？ 中視虛驚一場〉，《民生報》1993年11月2日第10版。